# Tyrotama fragilis
Tyrotama fragilis is een spinnensoort uit de familie van de Hersiliidae.
De wetenschappelijke naam van de soort werd in 1928 als Hersiliola fragilis gepubliceerd door Reginald Frederick Lawrence.